# تروتمه لو پتی
تروتمه لو پتی (به فرانسوی: Truttemer-le-Petit) یک کمون در فرانسه است که در Canton of Vire واقع شده‌است.

## خصوصیات
تروتمه لو پتی ۵٫۲۸ کیلومترمربع مساحت و ۱۱۴ نفر جمعیت دارد.